# Jeziory (Mosina)

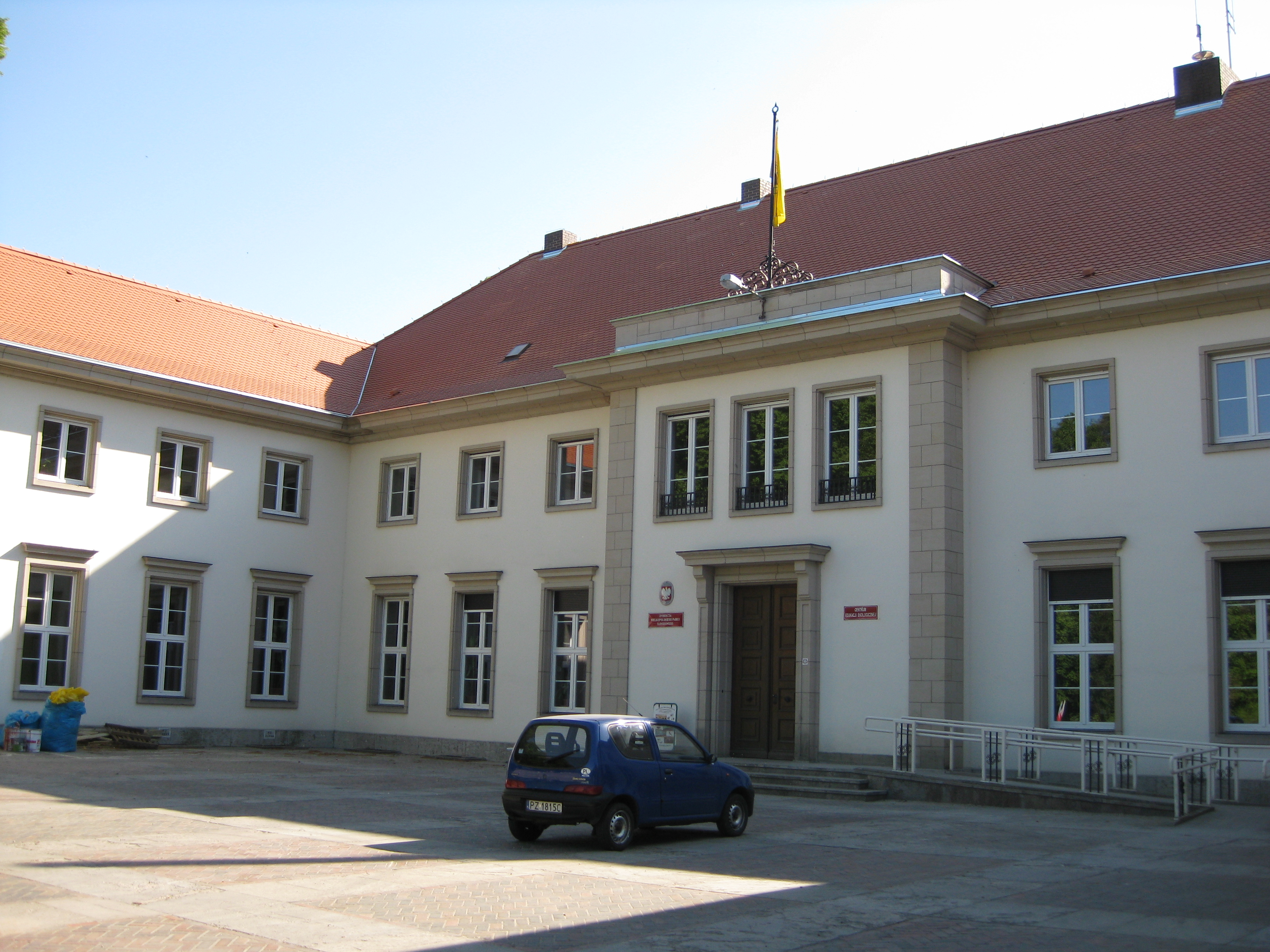
Sitz der Verwaltung von Wielkopolski-Nationalpark

Jeziory (deutsch Seeberg) ist ein Dorf in der Wojewodschaft Großpolen im Powiat Poznański in der Gemeinde Mosina, das 15 km südlich von Poznań liegt. Sehenswert ist hier ein Palast, in dem sich das Museum des Wielkopolski-Nationalparks und der Sitz der Verwaltung dieses Nationalparks befinden. Der Palast wurde in den Jahren 1940–1943 für Arthur Greiser erbaut.